# Josef Kuchařík
Josef Kuchařík (5. listopadu 1860 Odunec – 31. srpna 1934 Odunec) byl moravský politik, poslanec Moravského zemského sněmu za volební okres hrotovický, náměšťský a moravskobudějovický. 

## Biografie
Josef Kuchařík se narodil v roce 1860 v Odunci, ve 25 letech převzal po svém otci Františkovi řízení rozsáhlého statku. Začal se věnovat již v mládí i politickým otázkám, zasloužil se o zcelování pozemků v oblasti Odunce a celkem 21 let byl starostou obce. Zcelování pozemků byla zahájeno pod vedením Josefa Kuchaříka v roce 1894 a dokončeno bylo v roce 1896. Josef Kuchařík se věnoval i zakládání ovocných sadů, ty založil např. v Odunci nebo Krhově, zakládal i prutníky v Odunci, Račicích a Krhově. V roce 1896 se stal předsedou silničního výboru v Hrotovicích a tuto funkci zastával 25 let. Působil také jako předseda starostenského sboru v hrotovickém okrese, byl členem okresní školní rady a 28 let byl předsedou okresního hospodářského spolku.
Založil také několik lihovarů, jeden z nich v rodném Odunci, založil také okresní hospodářské družstvo v Hrotovicích. Zasloužil se také o založení autobusových linek v moravskokrumlovském a hrotovickém okrese, výsledkem byly funkční linky mezi Moravským Krumlovem a Hrotovicemi a mezi Hrotovicemi a Jaroměřicemi nad Rokytnou.
V roce 1903 se stal delegátem českého odboru zemědělské rady moravské, v roce 1914 se stal členem výboru a stal se místopředsedou a v roce 1923 převzal vedení rady. V roce 1913 byl zvolen poslancem moravského zemského sněmu za Agrární stranu moravskou, byl také zvolen náhradníkem přísedícího pro zemský výbor moravský.
Působil také jako místopředseda České hospodářské společnosti pro Moravu, věnoval se také elektrizaci hrotovského okresu a mezi lety 1923 a 1928, kdy byl předsedou výboru zemědělské rady, po zvolení nové rady ji však vedl až do roku 1929, kdy byla ustanovena nová rada.
Na pohřbu Josefa Kuchaříka v Odunci promluvil syn předsedy poslanecké sněmovny Františka Staňka v zastoupení svého syna či poslanci a další činitelé.
Do sněmu byl zvolen v roce 1913 za Agrární stranu, ve sněmu pak působil v komunikační odboru, odboru pro obecní záležitosti a také se věnoval železničnímu odboru. Byl také dlouholetým starostou obce Odunec na Znojemsku.
Od roku 1918 je čestným občanem města Hrotovice. Zasloužil se o zřízení školy a obecní kaple v rodné obci Odunec.